# Regatul Marii Britanii
Regatul Marii Britanii (engleză Kingdom of Great Britain) sau  Regatul Unit al Marii Britanii (United Kingdom of Great Britain) a fost un stat in Europa de Vest ce a existat între anii 1707 și 1801. A fost creat în urma Actului de Uniune din 1707 dintre Regatul Scoției și Regatul Angliei, formând astfel un regat unitar pe întreg teritoriul insulei Marea Britanie. Statul a fost condus de un parlament și un guvern unic cu sediul la Westminster în Londra. Cele două regate aveau același monarh încă din 1603, când Iacob al VI-lea al Scoției a devenit Rege al Angliei la moartea Reginei Elisabeta I.
Regatul Marii Britanii a fost înlocuit în 1801 de Regatul Unit al Marii Britanii și Irlandei când Regatul Irlandei a fost unit cu Regatul Marii Britanii prin Actul de Uniune din 1801 în urma înnăbușirii Revoltei irlandeze din 1798.